# جنگ دوم کنگو

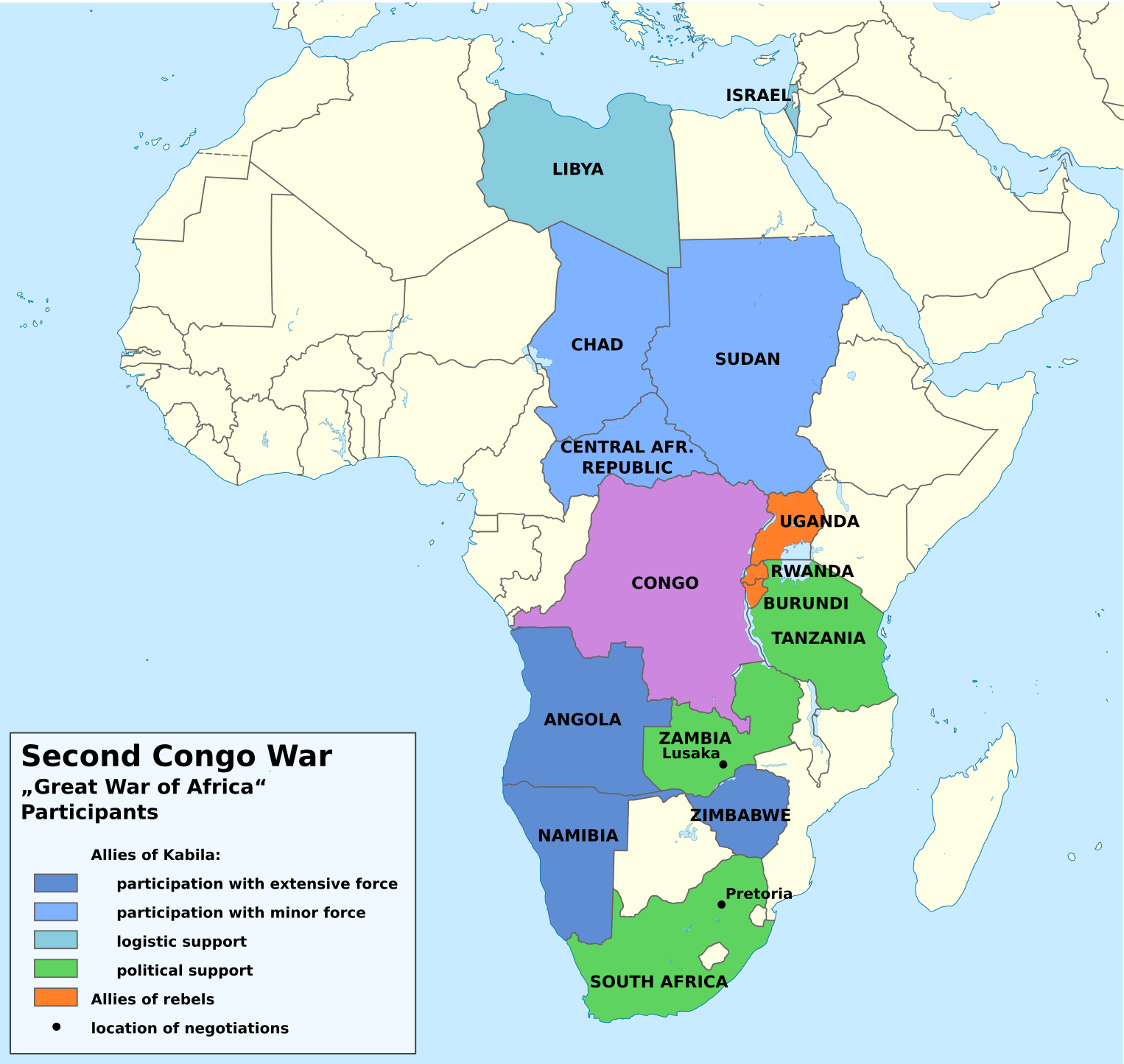
نقشه جنگ بزرگ آفریقا بنفش: جمهوری دمکراتیک کنگو آبی تیره: شرکت در جنگ در حمایت از دولت کنگو آبی روشن: حامیان نظامی دولت کنگو سبز: حامیان سیاسی دولت کنگو نارنجی: شرکت در جنگ علیه دولت کنگو

جنگ دوم کنگو - که به جنگ بزرگ آفریقا نیز شناخته می‌شود - در اوت ۱۹۹۸ کمی بیش از یک سال پس از پایان جنگ اول کنگو در جمهوری دمکراتیک کنگو آغاز شد. ۹ کشور آفریقایی و حدود بیست و پنج گروه مسلح در این جنگ شرکت داشتند که بالغ بر ۵/۴ میلیون نفر جان خود را در طی این نبرد از دست دادند و سرانجام این درگیری مرگبار، بن‌بست نظامی بود.
جنگ در ژوئیه ۲۰۰۳ و پس از به قدرت رسیدن دولت انتقالی جمهوری دموکراتیک کنگو پایان یافت. اگرچه خشونت‌ها در بسیاری از مناطق کنگو، به خصوص شرق این کشور ادامه یافت. تا سال ۲۰۰۸ جنگ و عواقب آن مثل قحطی و بیماری باعث مرگ ۵٫۴ میلیون نفر شد.
نزدیک به دو میلیون نفر از خانه‌هایشان آواره شده و به کشورهای همسایه پناهنده شدند. جنگ دوم کنگو مرگبارترین جنگ در جهان از زمان جنگ جهانی دوم است.
دلایل آغاز این جنگ تا حدی مشابه و مرتبط با جنگ اول کنگو (۹۷–۱۹۹۶) بود. لورن کابیلا رهبر شورشیان چپ‌گرای کنگویی که در سال ۱۹۹۷ با حمایت رواندا و اوگاندا موفق به سرنگونی حکومت موبوتو سِسه سِکو شده بود، از متحدان سابق خود فاصله گرفته و برای جلوگیری از وقوع کودتا علیه حکومت خود دستور اخراج نیروهای نظامی رواندایی و اوگاندایی را از کشور صادر کرد. در پی آن گروه‌های مسلح متحد رواندا و اوگاندا به همراه دولت‌های این دو کشور و بوروندی وارد جنگ علیه حکومت کابیلا شدند. دولت کنگو نیز در این جنگ زیمبابوه، نامیبیا، آنگولا و چاد و چندین گروه مسلح را در کنار خود داشت. در سال ۲۰۰۱ کابیلا در یک سوء قصد کشته شد و پسرش ژوزف کابیلا به قدرت رسید. این جنگ در سال ۲۰۰۳ با توافق طرفین برای صلح و تشکیل یک دولت انتقالی به ریاست ژوزف کابیلا و معاونانی از گروه‌های مخالف به‌طور رسمی پایان یافت اما درگیری‌ها پس از آن نیز ادامه یافته‌است. تسلط بر معادن باارزش کنگو از انگیزه‌های دیگر این جنگ و مناقشات پس از آن بوده‌است.